# 劉阿
劉 阿（りゅう あ、生没年不詳）は、中国三国時代の呉の武将。

## 生涯
建安26年（221年）、蜀漢の劉備の東征迎撃のため巫に駐屯したが、呉班・馮習によって撃ち破られた。
建安27年（222年）、陸遜が劉備に大勝を収めると、敗走する劉備軍を追撃した後、南山の地に駐屯した（夷陵の戦い）。
黄武6年（227年）頃、荊州の祁口にて魏の張郃と交戦し、撃ち破られた。